# Masakr v obci Alchan-Jurt v Čečensku
Masakr v obci Alchan-Jurt v Čečensku byl spáchán v prosinci 1999 ve vesnici Alchan-Jurt ruskými vojsky pod velením generála Vladimira Anatoljeviče Šamanova (rusky Владимир Анатольевич Шаманов).

## Průběh masakru
Ruská vojska vstoupila do vesnice 1. prosince 1999 a procházela dům od domu, aby zajistila, že bojovníci v obci nezůstali. Přitom došlo téměř okamžitě k plenění a vhazování granátů do sklepů, kde byli civilisté, zatímco mnoho civilistů bylo vyhnáno do asi 2 km vzdálené vesnice Kulary.
Podle výpovědí vesničanů bylo při zničujícím řádění ruských vojsk zničeno mnoho ze zbývajících domů ve vesnici a popraveno mnoho civilistů, kteří se bránili rabování. Při krádežích a rabování dosáhlo řádění takového stupně, že kromě lidí bylo zabíjeno vše živé včetně zvířectva. Podle výpovědí bylo zabito asi 41 civilistů.
Lidskoprávní organizace potvrdily a zdokumentovaly 17 případů vražd a tři případy znásilnění. Podle Human Rights Watch (HRW) se nejedná o ojedinělý případ, neboť ruské jednotky systematicky plenily vesnice a města pod jejich kontrolou.
| „                                                                                 | „Ruští vojáci v Alchan-Jurtu zabíjeli civilisty a drancovali jejich majetek, jak se jeví, zcela beztrestně. Je to šokující případ úmyslného porušení mezinárodního práva ruskými ozbrojenými silami.“ | “ |
| — Holly Cartner, výkonný ředitel divize HRW v Evropě a Střední Asii, citováno dle | |   |

## Reakce ruského ministerstva obrany
Ministr obrany Ruska zprvu popřel, že by k nějakému masakru v obci Alchan-Jurt došlo. Mluvčí ministerstva obrany později pod podmínkou zachování anonymity sdělil francouzské agentuře Agence-France Presse, že incident je prošetřován.